# ساندرا کدوسل
ساندرا کدوسل (آلمانی: Sandra Klösel؛ زادهٔ ۲۲ ژوئن ۱۹۷۹) یک تنیس‌باز اهل آلمان است.